# Acacia burbidgeae
Acacia burbidgeae är en ärtväxtart som beskrevs av Leslie Pedley. Acacia burbidgeae ingår i släktet akacior, och familjen ärtväxter. Inga underarter finns listade i Catalogue of Life.